# Cis Bolko
Cis „Bolko” – cis pospolity rosnący nad rzeką Pełcznicą w Świebodzicach, w rezerwacie przyrody „Przełomy pod Książem” w Książańskim Parku Krajobrazowym. Obwód pnia drzewa wynosi 285 cm, jest on prawdopodobnie najstarszym cisem w Sudetach, jego wiek szacuje się na 400-600 lat. 
Rozporządzeniem Wojewody Dolnośląskiego Nr 15 z dnia 27 listopada 2006 r. cis „Bolko” został ustanowiony pomnikiem przyrody (Dz. Urz. Nr 253, poz.3768 z dn. 4.12.2006 r.).